# The World We Live In
The World We Live In is een nummer van de Amerikaanse rockband The Killers uit 2009. Het is de derde single van hun derde studioalbum Day & Age.
Het nummer werd enkel in Nederland een klein hitje. Het haalde de 2e positie in de Tipparade.